# Vegetação da França

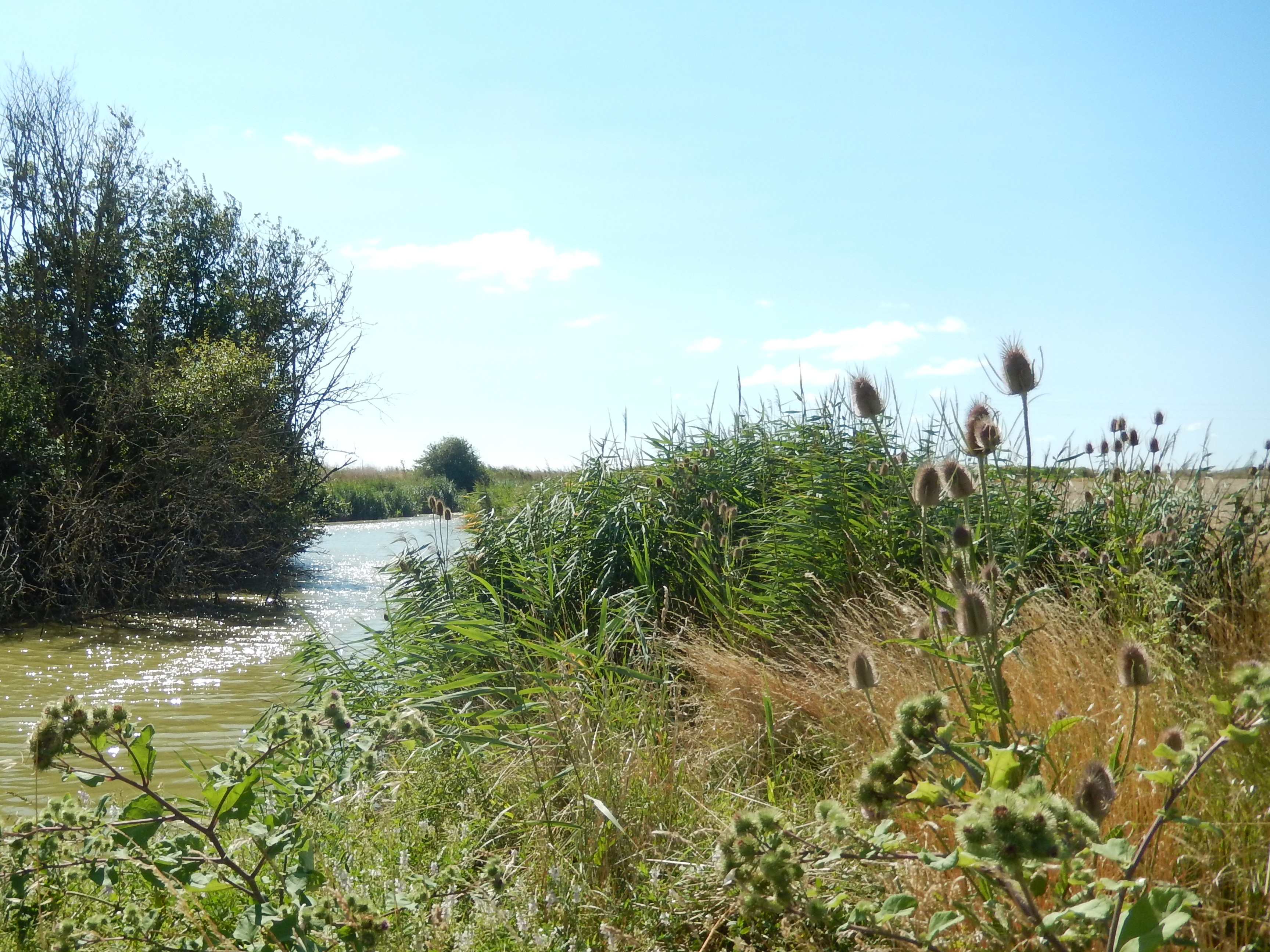
Beaugeay, Charente-Maritime, França.

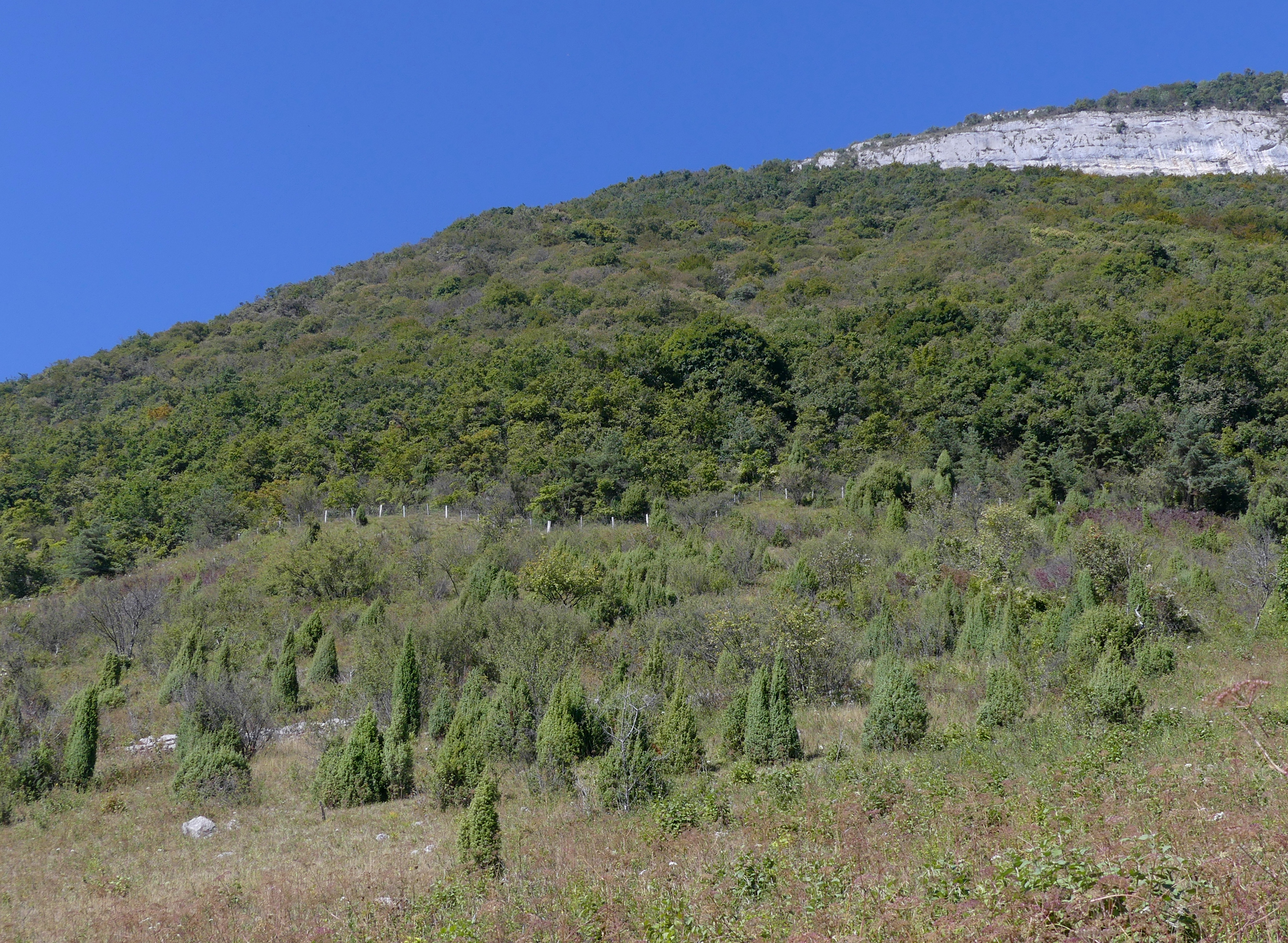
Vegetação sob o Savoyarde em Montmélian

A vegetação da França cresce numa diversidade impressionante de paisagens naturais. Desde as vastas florestas até os campos ondulantes de lavanda, a vegetação da França reflete uma variada geografia e clima. A vegetação da França é dominada pela floresta de coníferas, com muitas espécies de pinheiros e abetos. Este bioma é caracterizado por espécies decíduas, ou seja, perdem as folhas em uma época específica do ano. Nos alpes, há regiões ricas em liquens e musgos. No sul, próximo ao Mediterrâneo, nota-se o surgimento de espécies adaptadas a climas mais quentes, como as laranjeiras e as oliveiras.

## Tipos de vegetação
- Florestas: As florestas ocupam uma parte significativa do território francês, especialmente nas regiões montanhosas e no centro do país. As florestas de carvalho, faia, bordo e pinheiro são comuns, proporcionando habitats naturais para uma variedade de vida selvagem, incluindo veados, javalis e aves de rapina. Algumas das maiores florestas da França estão localizadas nas regiões de Ardennes, Alsácia e Fontainebleau.

- Vegetação Mediterrânea: Nas regiões do sul da França, especialmente ao longo da costa do Mediterrâneo, a vegetação é caracterizada por plantas típicas de climas mediterrâneos. Oliveiras, vinhas, ciprestes e plantas aromáticas, como lavanda e alecrim, prosperam nessas áreas ensolaradas e secas. Os terraços de vinhedos nas encostas das colinas são uma característica icônica dessas paisagens.[5]

- Vegetação de Planícies e Campos: Nas vastas planícies do norte e oeste da França, os campos abertos dominam a paisagem. Aqui, os agricultores cultivam uma variedade de culturas, incluindo trigo, cevada, milho e beterraba açucareira. Os campos de girassóis na região da Provença e os campos de alfazema na região de Provence-Alpes-Côte d'Azur são famosos por sua beleza cênica.

- Vegetação de Montanha: Nas regiões montanhosas dos Alpes, Pirenéus, Vosges e Jura, a vegetação varia de acordo com a altitude. Nas encostas mais baixas, é comum encontrar florestas de coníferas, como abetos e pinheiros. Conforme a altitude aumenta, a vegetação se torna mais rasteira, incluindo gramíneas alpinas, líquens e musgos. No alto das montanhas, acima da linha das árvores, apenas plantas resistentes conseguem sobreviver às condições extremas.[6]

- Zonas Úmidas e Áreas Costeiras: Ao longo das extensas costas do Atlântico, Canal da Mancha e Mar Mediterrâneo, encontram-se zonas úmidas e áreas costeiras de grande importância ecológica. Estuários, pântanos e manguezais abrigam uma variedade de aves aquáticas, peixes e vida selvagem costeira. As dunas de areia costeiras também são habitats importantes para espécies adaptadas a condições de vento e salinidade.

A vegetação diversificada da França é um tesouro natural que contribui para a beleza e riqueza ambiental do país. Desde suas florestas antigas até seus vinhedos pitorescos, cada região oferece uma experiência única e encantadora para os visitantes e habitantes locais explorarem e apreciarem.